# Jeanine van Boven
Jeanine van Boven (Deurne, 8 december 1939 - Antwerpen, 3 juni 2006) was een balletdanseres bij het Ballet van de XXe eeuw van Maurice Béjart. Ze was ook een tijdlang lerares ballet en artistiek leidster van het ballet van de Opéra Royal de Wallonie.